# Lindley Cintra
Luís Filipe Lindley Cintra (Lisboa, Portugal, 5 de marzo de 1925 - Sesimbra, Portugal, 18 de agosto de 1991) fue uno de los más importantes filólogos y lingüistas portugueses.

## Trayectoria
Toda su tarea científica se desarrolló en la Facultad de Letras de la Universidad de Lisboa. Allí se licenció (1946) y se doctoró en Filología Románica (1952) y ejerció toda su actividad docente; como asistente (1950-1960) como profesor  (190-1962) y catedrático (de 1962 hasta la muerte).
Fue director de las revistas Boletim de Filologia y Revista Lusitana. Perteneció a diversas sociedades científicas (Academia Española de Historia, Academia de Buenas Letras de Barcelona, Academia Portuguesa de História y Academia das Ciências de Lisboa). Organizó en Lisboa encuentros científicos de relevancia: "III Colóquio Internacional de Estudos Luso-Brasileiros" (1957), el "IX Congresso Internacional de Filologia e Linguística Românicas" (1959) y el "Congresso sobre a Situação Actual da Língua Portuguesa no Mundo (1983)".
Tuvo un importante papel en la orientación de investigadores y docentes, creando el Departamento de Lingüística General y Románica y reformado el Centro de Estudios Filológicos, a partir de 1975, rebautizado como Centro de Lingüística de la Universidad de Lisboa.
Se inició en el estudio de la literatura, cuando abarcaba asimismo el estudio de la lengua. Estudió la versificación de António Nobre. 
Cintra descubrió la lingüística histórica al estudiar la Crónica Geral con Ramón Menéndez Pidal. Menéndez Pidal, con quien se doctoró, enseguida le integró en los equipos de lingüistas que recogían materiales para el Atlas Lingüístico de la Península Ibérica. Para ello, Cintra recorrió extensamente las provincias de Portugal, en 1953 y 1954 y conoció bien su país,
Por otro lado, demostró que lo que se creía que era la versión portuguesa de la Crónica General de España de Alfonso X, era en realidad uma crónica originariamente portuguesa, atribuida al Conde Don Pedro de Barcelos, que vendría así a ocupar un lugar importante en la historiografía peninsular. 
Lindley Cintra es incontestablemente un nombre de referencia para el estudio y enseñanza de la lengua portuguesa, con una actividad intelectual y científica que permanece como legado en sus numerosas obras.
Es padre del actor Luis Miguel Cintra, que nació en Madrid, por las circunstancias académicas de su progenitor.

## Obra
- A linguagem dos Foros de Castelo Rodrigo (1959), dedicada a un grupo de textos de derecho local del siglo XIII, en la región leonesa-portuguesa
- Nova Gramática do Português Contemporâneo